# Cossezen
Cossezen va ser un trobador del segle xii d'origen molt probablement llombard. Es tracta del primer trobador italià del qual es té constància. No ens ha arribat cap obra seva; l'únic testimoni que en tenim es troba en una estrofa de la famosa sàtira que va fer Peire d'Alvèrnia sobre els poetes contemporanis, on s'hi esmenta un tal Cossezen. Alguns estudiosos consideren que aquesta sàtira hauria estat composta abans del 1173. Peire d'Alvèrnia fa sortir el nom d'aquest trobador en el darrer vers:
| Versió original en occità | Traducció al català |
| --- | --- |
| E.l dotzes us veilletz [o vielhs] Lombartz que clama sos vezins coartz et elh eis sent de l'espaven; pero us sonetz fai gaillartz ab motz maribotz e bastartz, e lui apell'om Cossezen. | I el dotzè poeta és un vell llombard que anomena covards els seus veïns i ell mateix sent por; però compon cançons dinàmiques amb paraules falsejades i bastardes, i ell es diu Cossezen. |

Cossezen seria un àlies irònic atribuït al trobador llombard a causa del seu estil "bastard" (bastartz). La creença que aquest trobador fos de la Llombardia es basa en el vers on Peire d'Alvèrnia l'anomena vielhs Lombartz i en l'atribució d'utilitzar "paraules bastardes", potser referint-se a llombardismes que incloïa en els seus poemes. Per altra banda Lombartz era una paraula que en aquella època s'utilitzava com a sinònim de cobdiciós o usurer. En tot cas es tendeix a considerar Cossezen un poeta de la Llombardia i, per tant, el primer poeta líric d'aquest origen que va escriure en occità.